# 里扬
里扬（法語：Rians，法語發音：[ʁjɑ̃]）是法国谢尔省的一个市镇，位于该省中部偏东北，属于布尔日区。

## 地理
里扬（47°11'7"N, 2°36'51"E）面积32.41 平方千米，位于法国中央-卢瓦尔河谷大区谢尔省，该省份为法国中部省份，北起卢瓦雷省，西接卢瓦-谢尔省和安德尔省，南至克勒兹省，东南接阿列省，东临涅夫勒省。
与里扬接壤的市镇（或旧市镇、城区）包括：莱赛克斯当日永、欧班日、阿济、布雷西、埃特雷希、蒙蒂尼、圣塞奥尔、圣索朗日。

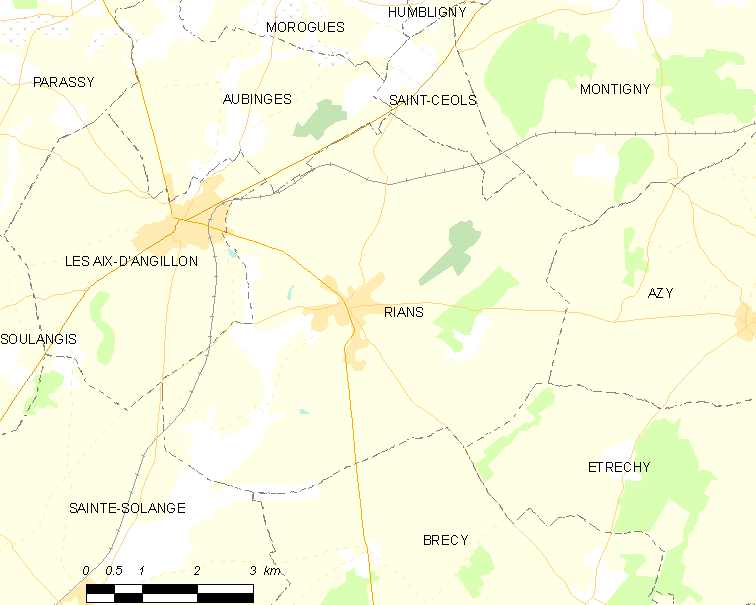
里扬的OSM定位图

里扬的时区为UTC+01:00、UTC+02:00（夏令时）。

## 行政
里扬的邮政编码为18220，INSEE市镇编码为18194。

## 政治
里扬所属的省级选区为圣日耳曼迪皮县。

## 人口

1962-2008年间里扬人口变化图示

里扬于2022年1月1日时的人口数量为962人。